# Řád přátelství mezi národy (Bělorusko)
Řád přátelství mezi národy (bělorusky: Ордэн Сяброўства народаў) je státní vyznamenání Běloruska založené v roce 2002. Řád je udílen prezidentem Běloruska mj. za služby státu při posilování míru, přátelských vztahů a spolupráce.

## Historie
Řád byl založen dne 21. května 2002 zákonem č. 101-3 a poprvé byl udělen dne 5. července 2002. Je považován za nástupce sovětského Řádu přátelství mezi národy. Vzhled řádu byl definován dekretem prezidenta Běloruska č. 498 ze dne 30. září 2002. Zákon z července 2002 byl nahrazen zákonem č. 288-3 ze dne 18. května 2004.

## Pravidla udílení
Řád je udílen prezidentem Běloruska za významný přínos k posílení míru, přátelských vztahů a spolupráce mezi státy, upevnění společnosti a jednoty národů. Dále je udílen za zvlášť plodnou aktivitu při sbližování a vzájemném obohacení kultur. Udílen je také za vynikající výsledky v oblasti mezinárodního společenství a za charitativní a humanitární činnost. Dále je udílen za velký osobní přínos k rozvoji a obohacení duchovního a intelektuálního potenciálu Běloruské republiky, za působení v oblasti ochrany lidských práv a sociálních zájmů. Udílí se i za zvláštní zásluhy pro rozvoj zahraničního obchodu, za demokracii a sociální pokrok.
Řád je také nejvyšším běloruským vyznamenáním, které může být uděleno cizím státním příslušníkům.

## Insignie
Řádový odznak má tvar stříbrné pozlacené deseticípé hvězdy o průměru 59 mm. Na hvězdě je položena červeně smaltovaná pěticípá hvězda se zlatě lemovanými cípy. Uprostřed je kulatý medailon s barevně smaltovaným vyobrazením mapy zeměkoule s pěti kontinenty. Medailon je obklopen věncem z lidských rukou. Zadní strana je hladká. Uprostřed je uvedeno pořadové číslo uděleného řádu. Ke stuze je připevněn barevně smaltovanou čtvercovou dekorací o délce strany 14 mm vzhledem odpovídající běloruské vlajce.
Stuha je z moaré tmavě modré barvy o šířce 44 mm.
Řád je nošen na stuze kolem krku.